# Městský stadion (Ostrava)
El Městský stadion v Ostravě-Vítkovicích (en español Estadio Municipal de Ostrava-Vítkovice) es un estadio de fútbol y atletismo situado en la ciudad de Ostrava, República Checa. El estadio inaugurado en 1939 fue reconstruido totalmente entre 2012 y 2015, posee actualmente una capacidad de 15 120 asientos. El estadio alberga desde 1961 el torneo atlético Ostrava Golden Spike que forma parte del circuito de la IAAF World Challenge.
El estadio ha sido históricamente sede del club FC Vítkovice, el FC Baník Ostrava desde la temporada 2015-16 también disputará sus partidos aquí ya que su antiguo estadio Bazaly ya no cumplía con las exigencias de la Liga Checa de Fútbol.
En 2018 fue la sede de la Copa Continental de la IAAF anteriormente llamada Copa del Mundo de Atletismo.

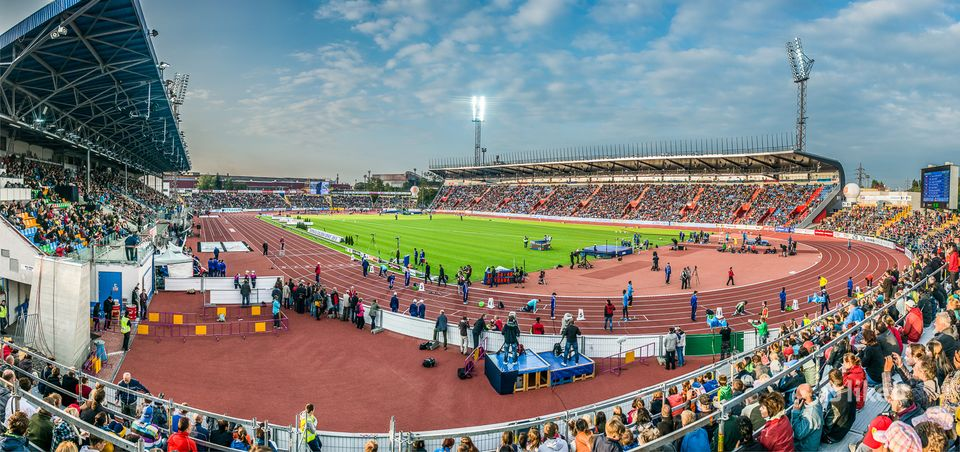
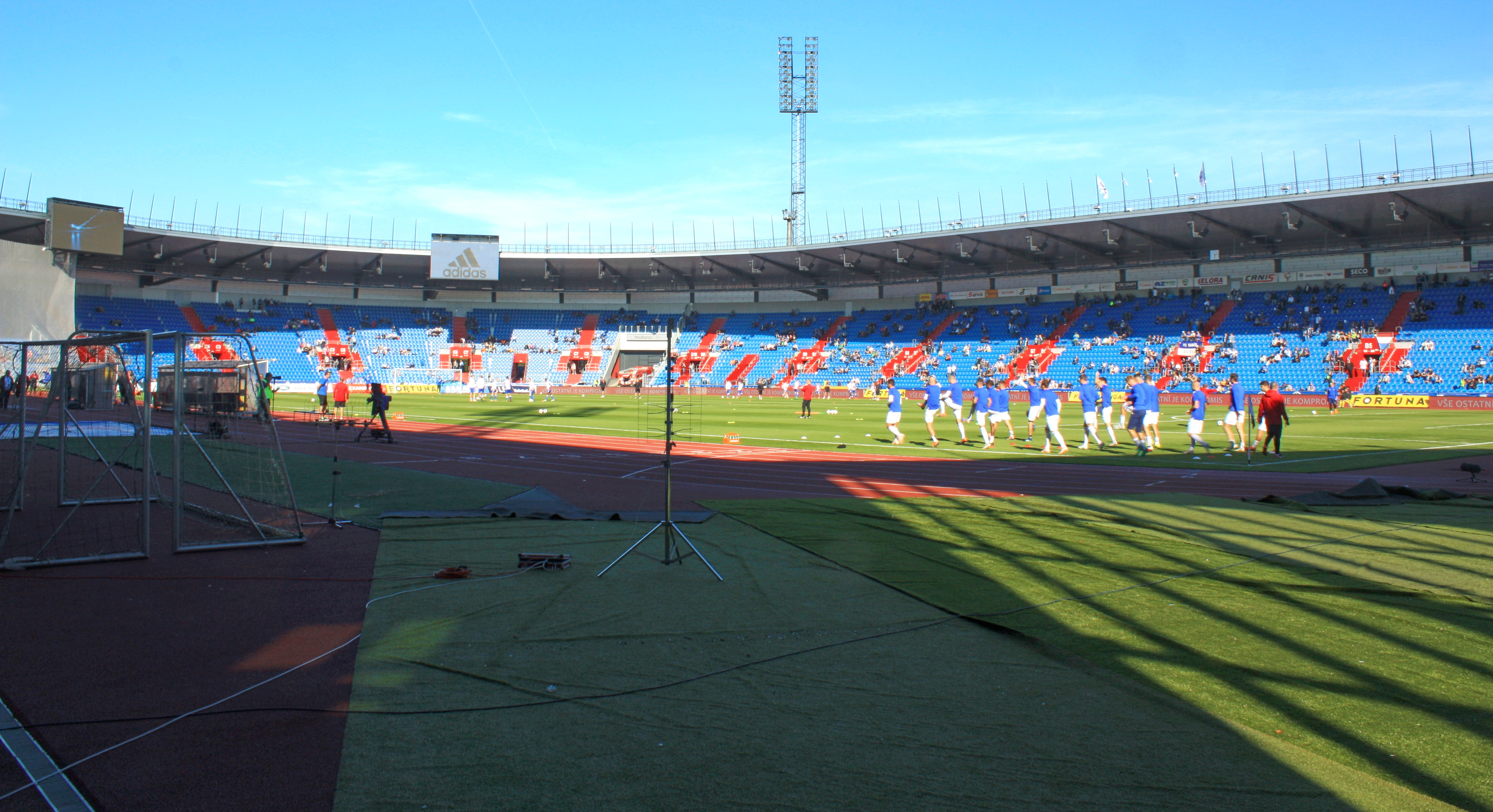